# Pullman de Morelos
Pullman de Morelos es una empresa mexicana dedicada al transporte terrestre de pasajeros. Fundada en 1937, es reconocida por ofrecer servicios de autobuses y transporte turístico en la región central de México, particularmente en el estado de Morelos y las áreas circundantes.

## Historia
- El 16 de diciembre de 1937 nace "Autobuses de Primera Clase México-Zacatepec" con automóviles con capacidad para 5 pasajeros.[2]
- En la década de los 60, se amplía la ruta a otros puntos del estado de Morelos. Adquiere otras empresas y se consolida como la número 1 en el estado de Morelos.
- En la década de los 80, se crea el servicio de lujo con 10 autobuses Masa Somex 2000, que incluían servicio de bebidas y edecán a bordo.[2]
- En el año 2000, se crea el servicio LASSER, que se proporciona con autobuses Masa Premier. Inicia la venta de boletos automatizada. Comienza el servicio de mensajería y paquetería.[2]
- En el año 2002, nace el servicio Pullman Travel para el servicio de turismo y se adquiere la empresa TUH's (Transportes Unidos de Huitzilac del Sur). Tras varios meses de intensos trabajos de remodelación, fue reinaugurada la Terminal Casino de la Selva.
- En el año 2004, se obtiene la certificación internacional ISO 9001-2000 en los procesos de reclutamiento, selección y capacitación de conductores.
- En el año 2011, es una etapa más de remodelación de terminales y sustitución vehicular. Se invirtieron 180 millones de pesos en la adquisición de 100 nuevas unidades de Mercedes-Benz con carrocería de Beccar, fundándose la marca Mi Bus.[3]
- En el año 2016, Pullman de Morelos firma el convenio de la ruta de la salud con el Gobierno del Estado de Morelos, representando con esto el apoyo para el inicio de una nueva era de inclusión social a grupos socialmente vulnerables.[4] Se concreta la adquisición de 103 autobuses Volvo (70 Beccar y 33 Volvo 9800), para lo cual se canalizó una inversión de 500 millones de pesos.[5]
- En el año 2017, se reinaugura el servicio Cuernabus reiniciando sus principales puntos de la capital morelense.[6][7]

## Servicios
Pullman de Morelos cuenta con varios servicios que son:
- LASSER. Cuentan con aire acondicionado y ofrecen su servicio en los principales municipios del Estado de Morelos.
- Mi Bus. Cuentan con aire acondicionado y ofrecen su servicio en los principales municipios del Estado de Morelos, Mexico Taxqueña, Buenavista de Cuellar e Ixtapan de la Sal.
- Primera Clase. Cuenta con 44 asientos reclinable, sanitario y pantallas LCD.
- Pullman de Lujo. Cuenta con 44  asientos reclinables, doble sanitario, video a bordo y WIFI gratuito.
- Ejecutivo Dorado. Servicio Ejecutivo, cuenta con 40 asientos reclinables, 4 mesas de trabajo, guardarropa, doble sanitario y Box Lunch.
- Pullman Travel. Servicio de renta de autobús, cuentan con las mismas amenidades que el servicio de primera clase.
- Paquetería y envíos. Servicio nacional e internacional, se cubre la zona principalmente al estado de Morelos con garantía de entrega ocurre de 5 horas.

## Destinos
Pullman de Morelos tienen presencia en tres estados del país y la Ciudad de México, sus principales destinos son:
| Estado           | Destinos |
| ---------------- | --- |
| Ciudad de México | Aeropuerto Internacional de la Ciudad de México, Terminal Central de Autobuses del Sur. |
| Morelos          | Agencia Temixco, Alpuyeca, Alpuyeca Caseta, Amacuzac, Balneario Aquasplash, Beraka, Cazahuatlan, Chiconcuac, Chipitlan, Civac, Coatlán del Río, Crucero Corona, Crucero Puente Ixtla, Cuautla, Cuautlixco, Cuernavaca Centro, Cuernavaca Casino, El Rodeo, El Rollo, El Rollo Promocional, Emiliano Zapata, Ex Hacienda Temixco, Grutas de Cacahuamilpa, IMSS, ISSSTE Huixtla, Jiutepec, Jojutla, Mazatepec, Miacatlán, Oacalco, Oacalco Caseta, Oaxtepec, Palmillas, Paloma De La Paz, Puente de Ixtla, Santa Fe Guerrero, San José Vista Hermosa, Tehuixtla, Tejalpa, Tepoztlán, Tepoztlán Caseta, Tequesquitengo, Tetecala, Tezoyuca, Tilzapotla, Topilejo, Tres Marías, Xochicalco, Xoxocotla 1, Xoxocotla 2, Yautepec, Zacapalco, Zacatepec. |
| Estado de México | Aeropuerto Internacional Felipe Ángeles, Ixtapan de la Sal. |
| Guerrero         | Buenevista de Cuellar. |

## Controversias
En 2017, la Fiscalía Especializada para la Atención de Delitos Electorales (FEPADE) descubrió más de 70 autobuses de la compañía Pullman de Morelos que pretendían ser usados para trasladar a más de tres mil personas para el acarreo del voto al Estado de México. 
En 2022, la Comisión Federal de Competencia Económica de México (COFECE) multó a Pullman de Morelos, así como a Estrella Blanca, Estrella Roja y Autobuses de Oriente  por manipular precios y segmentos de rutas en el servicio de autotransporte de pasajeros.